# Norbert Métairie
Norbert Métairie, né le 7 août 1946 à Astillé (Mayenne), est un homme politique français.
Membre du Parti socialiste, il est maire de Lorient de 1998 à 2020.

## Situation personnelle
Après des études de géographie à l'université Rennes 2, où il défend en 1971 un mémoire sur « Les problèmes de l'emploi dans la région de Lorient », il devient professeur d'histoire-géographie au lycée professionnel Émile-Zola à Hennebont.

## Parcours politique

### Débuts
Il adhère au Parti socialiste en 1978. À l’occasion des élections municipales de 1983, il se fait élire conseiller municipal de Caudan, une commune de l’agglomération lorientaise.
En 1989, il rejoint la liste menée par Jean-Yves Le Drian, maire de Lorient. Il devient alors adjoint au maire chargé de l’urbanisme. À la suite des élections municipales de 1995, il accède au poste de premier adjoint de Jean-Yves Le Drian.

### Maire de Lorient
Le 2 avril 1998, à la suite de la démission de ce dernier pour cause de cumul de mandats après son élection au conseil régional de Bretagne. Il est ensuite réélu maire à l'issue de son premier scrutin comme tête de liste, lors des élections municipales de 2001. Il est également réélu après les municipales de 2008, lors desquelles sa liste obtient 64,1 % des suffrages dès le premier tour, mais dans un contexte marqué par une forte abstention (46 %). Il est de nouveau élu lors des élections municipales de 2014 avec 42,7 % des suffrages, dans le cadre d'une quadrangulaire inédite au second tour l'opposant à des candidats de droite (Fabrice Loher), FN (Joëlle Bergeron) et communiste (Delphine Alexandre).
Ses mandats sont marqués par l'aboutissement et la réalisation de projets urbanistiques de grande ampleur. Le grand théâtre de Lorient est construit en 2003, le centre aquatique en 2006 et l'hôpital du Scorff en 2013. Le quartier de la gare est redessiné à la suite de la reconstruction de celle-ci en 2018, tout comme le quartier entourant l'ancien hôpital Bodélio à la fermeture de ce dernier en 2013. Le Parc Jules-Ferry est quant à lui rénové à la fin de son dernier mandat. Les collèges de la ville connaissent aussi des évolutions importantes, avec la démolition et la reconstruction du collège Brizeux à partir de 2015, ainsi que la construction d'un nouveau collège à Tréfaven en remplacement de ceux de Kerentrech et de Le Coutaller.
Lors des élections municipales de 2020 à Lorient, Norbert Métairie figure en dernière position sur la liste divers gauche conduite par Bruno Blanchard. À l'issue d’une triangulaire au second tour, celle-ci arrive troisième avec 20 % des voix, la ville basculant à droite avec la victoire de Fabrice Loher,.

### Autres mandats
Le 30 avril 2004, il est élu président de la communauté d'agglomération du pays de Lorient. Celle-ci voit son périmètre augmenter en 2014. Après avoir envisagé un rapprochement avec la communauté de communes de la région de Plouay et avec la communauté de communes de Blavet Bellevue Océan, mais face à l'opposition des élus de cette dernière, la communauté d'agglomération du pays de Lorient fusionne avec celle de Plouay. Il conserve la présidence jusqu'en 2020.
Lors des élections cantonales de 2001, il se présente dans le canton de Lorient-Centre, où il est élu et fait ainsi son entrée à l’assemblée départementale. Il est réélu en 2008.

## Décorations
- Chevalier de la Légion d'honneur du 10 décembre 1999[14]
- Chevalier de l'ordre du Mérite maritime au titre de « maire d'une commune littorale » (2012)[14]

## Détail des mandats et fonctions
Conseiller général
- 18 mars 2001 - 16 mars 2008 : membre du conseil général du Morbihan (élu dans le canton de Lorient-Centre)
- 16 mars 2008 - 29 mars 2015 : membre du conseil général du Morbihan (élu dans le canton de Lorient-Centre)

Conseiller municipal / Maire
- 14 mars 1983 - 19 mars 1989 : conseiller municipal de Caudan
- 20 mars 1989 - 1er avril 1998 : adjoint au maire de Lorient
- 2 avril 1998 - 5 juillet 2020 : maire de Lorient